# Farges Weide
Farges Weide (Salix fargesii) ist ein Strauch oder kleiner Baum aus der Gattung der Weiden (Salix) mit aufrecht stehenden oder ausgebreiteten, kahlen Zweigen und etwa 11 Zentimeter langen Blattspreiten. Das natürliche Verbreitungsgebiet der Art liegt in China. Sie wird sehr selten als Zierstrauch verwendet.

## Beschreibung

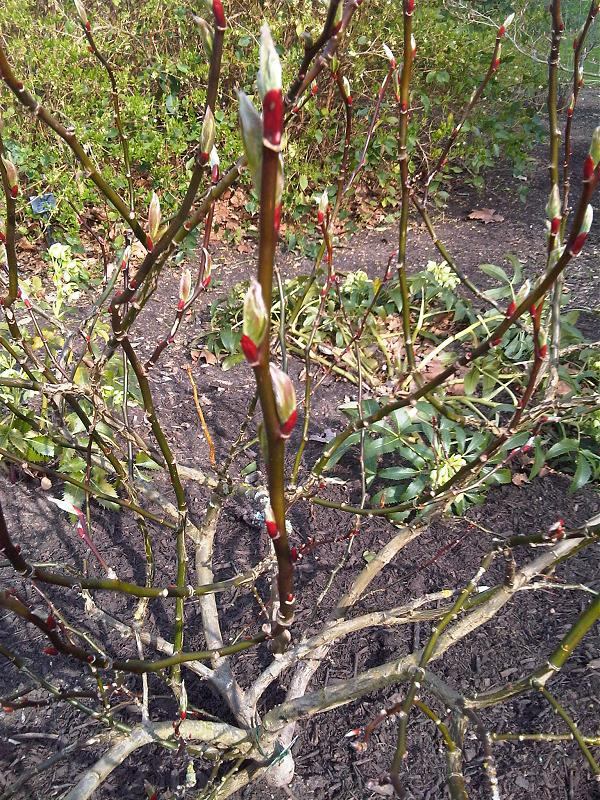
Zweig mit sich öffnenden Blattknospen

Farges Weide ist ein bis zu 3 Meter hoher Strauch oder Baum mit aufrecht stehenden oder ausgebreiteten, dicken, kahlen und purpurn glänzenden Zweigen. Junge Zweige sind an der Basis fadenförmig behaart. Die Knospen sind groß, rot und an der Spitze fein behaart. Die Laubblätter haben keine Nebenblätter, der Blattstiel ist bis zu 1,5 Zentimeter lang und meist mit mehreren Drüsen besetzt. Die Blattspreite ist etwa 11 Zentimeter lang, 6 Zentimeter breit, schmal eiförmig oder elliptisch, mit spitzem bis abgerundetem Ende, abgerundeter bis keilförmiger Basis und drüsig gesägtem Blattrand. Es werden 16 bis 20 Nervenpaare gebildet. Die Blattoberseite ist tiefgrün, glänzend, kahl oder mehr oder weniger flaumig behaart, die Unterseite ist heller, grün und entlang der Blattadern weißzottig behaart.
Als Blütenstände werden 6 bis 8 Zentimeter lange, zylindrisch Kätzchen mit einem mit Blättern besetzten, 1 bis 3 Zentimeter langen Stiel gebildet. Die Tragblätter sind gelbbraun, dicht zottig behaart, etwa 1 Millimeter lang und schmal verkehrt eiförmig. Männliche Blüten haben zwei kahle Staubblätter. Der Fruchtknoten weiblicher Blüten ist kurz gestielt, lang flaumig behaart oder kahl. Der Griffel ist etwa 1 Millimeter lang und zweilappig. Die Narbe ist zweifach gespalten. Als Früchte werden kurz gestielte, fein behaarte oder kahle, länglich-eiförmige Kapseln gebildet. Farges Weide blüht von April bis Mai.

## Vorkommen und Standortansprüche
Das natürliche Verbreitungsgebiet liegt in gemäßigten Gebieten in China in der Provinz Gansu, im Westen von Hubei, in Shaanxi und Sichuan in Höhen von 1400 und 1600 Metern. Die Art wächst in Auen- und Ufergehölzen auf mäßig trockenen, frischen bis feuchten, schwach sauren bis neutralen, sandigen Böden an sonnigen Standorten. Sie ist wärmeliebend und meist frosthart.

## Systematik
Farges Weide (Salix fargesii) ist eine Art aus der Gattung der Weiden (Salix) in der Familie der Weidengewächse (Salicaceae). Sie wurde 1899 von Isaac Henry Burkill erstmals wissenschaftlich beschrieben. Der Gattungsname Salix stammt aus dem Lateinischen und wurde schon von den Römern für verschiedene Weidenarten verwendet. Das Artepitheton fargesii verweist auf Paul Guillaume Farges, einen französischen Missionar in Westchina.
Es werden zwei Varietäten unterschieden:
- Salix fargesii var. fargesii mit einem lang flaumig behaarten Fruchtknoten und einer fein behaarten Fruchtkapsel.[6]
- Salix fargesii var. kansuensis (K. S. Hao ex C. F. Fang & A. K. Skvortsov) G. Zhu mit kahlem Fruchtknoten und kahler Kapselfrucht. Das Taxon wurde auch als eigene Art Salix kansuensis beschrieben.[7]

## Verwendung
Farges Weide wird sehr selten wegen der dekorativen Blüten als Zierstrauch verwendet.

## Nachweise